# Sura socken
Sura socken i Västmanland ingick i Snevringe härad, ingår sedan 1971 i Surahammars kommun och motsvarar från 2016 Sura distrikt.
Socknens areal är 133,22 kvadratkilometer, varav 119,92 land. År 2000 fanns här 6 956 invånare. Tätorten Surahammar och kyrkbyn Sura med sockenkyrkan Sura kyrka ligger i socknen. 

## Administrativ historik

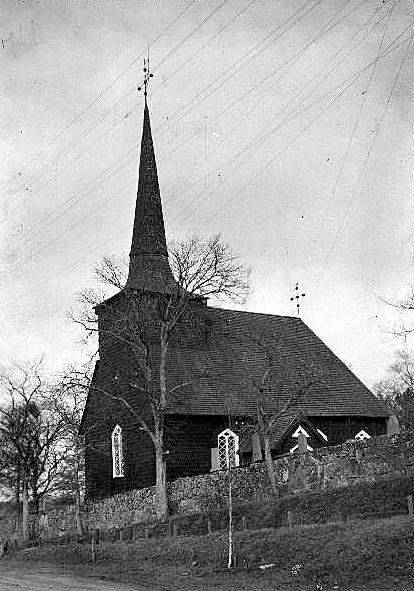
Sura gamla kyrka, förstörd i en mordbrand 1998.

Sura socken har medeltida ursprung. 
Vid kommunreformen 1862 övergick socknens ansvar för de kyrkliga frågorna till Sura församling och för de borgerliga frågorna till Sura landskommun. Landskommunens utökades 1952 och inkorporerades 1963 i Surahammars landskommun som 1971 ombildades till Surahammars kommun. Församlingen uppgick 2014 i Sura-Ramnäs församling.
1 januari 2016 inrättades distriktet Sura, med samma omfattning som församlingen hade 1999/2000.
Socknen har tillhört fögderier, tingslag och domsagor enligt vad som beskrivs i artikeln Snevringe härad. De indelta soldaterna tillhörde Västmanlands regemente och Västerås kompani.

## Geografi

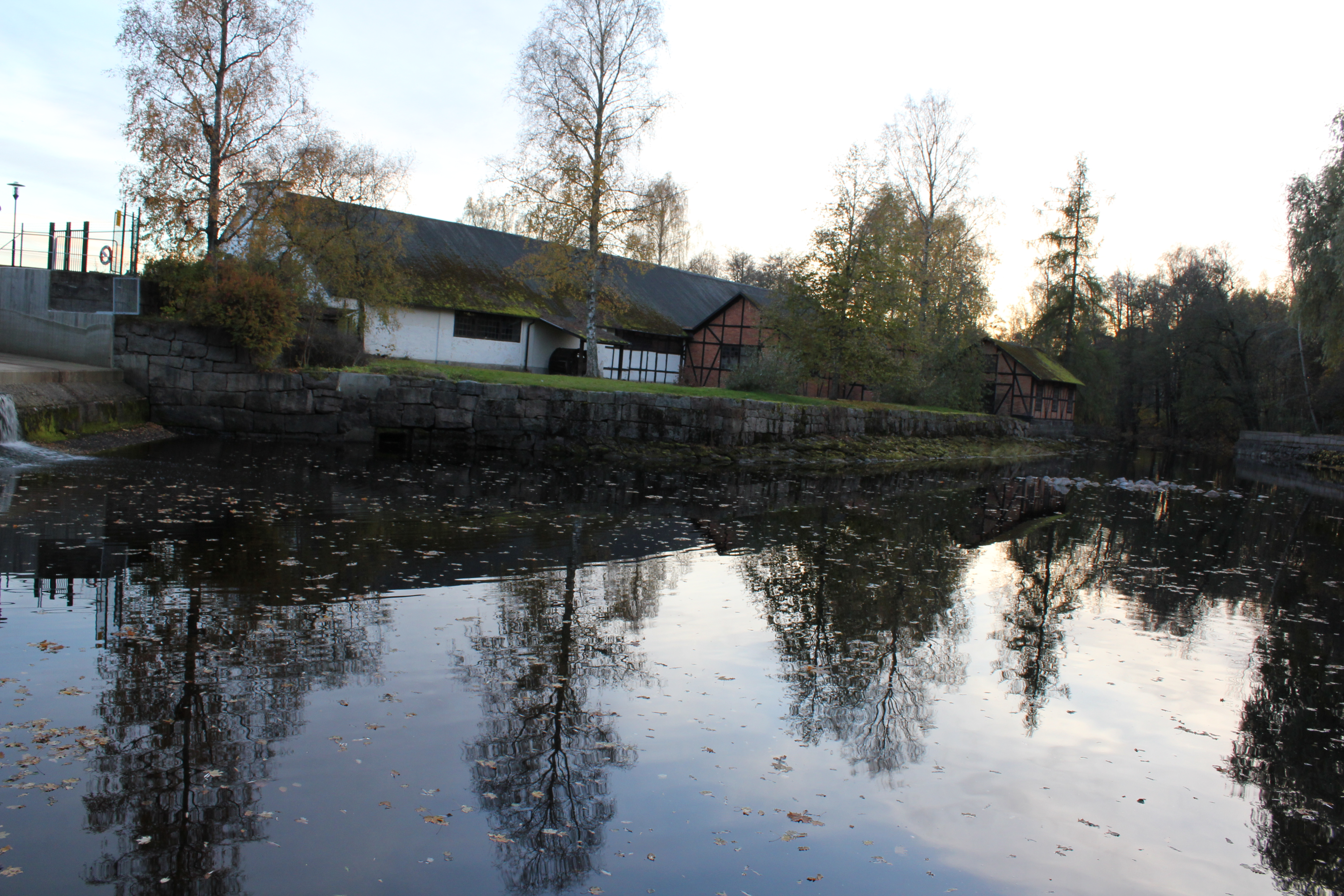
Surahammars bruk, gamla bruksomådet.

Sura socken har en östlig bygd kring Kolbäcksån, Strömsholms kanal och Strömsholmsåsen och en västlig kring Kölstaån och Lisjöarna. Socknen har odlingsbygd med sjörik småkuperad skogsbygd i öster och är en skogsbygd i väster.
I socknen återfinns orterna Lisjö, Borgåsen och Västsura med Westsura herrgård och ruinerna efter Sura gamla kyrka.
Länsväg 252 genomkorsar området på västra sidan av Kolbäcksån och riksväg 66 passerar strax öster om Surahammars tätort.
Socknen avgränsas i sydväst av Munktorps socken och i söder av Bergs och Hallstahammars socknar. I öster gränsar församlingen mot Lillhärads samt Skultuna socknar. I norr gränsar Sura socken till Ramnäs socken och i väster ligger Gunnilbo socken (Skinnskattebergs kommun). I sydväst avgränsar Odensvi socken (Köpings kommun).
Området präglades tidigt av Surahammars bruks AB, vars slottsliknande huvudbyggnad från 1850 ligger på en holme i Kolbäcksån.

## Fornlämningar
Det finns dels spridda gravar, dels två gravfält, vilka alla är från yngre järnåldern. En fornborg, Sura skans, ligger på Borgåsen på västra sidan av "Östersjön"

## Namnet
Namnet (1305 Surum) kommer från kyrkbyn nu uppdelad Västsura och Östsura. Namnet innehåller sannolikt sur syftande på de båda sjöarna Västersjön och Östersjön med sanka stränder.

## Befolkningsutveckling
| Befolkningsutvecklingen i Sura socken 1810–1990                                                         | Befolkningsutvecklingen i Sura socken 1810–1990 | Befolkningsutvecklingen i Sura socken 1810–1990 | Befolkningsutvecklingen i Sura socken 1810–1990 | Befolkningsutvecklingen i Sura socken 1810–1990 |
| --- | ----------------------------------------------- | ----------------------------------------------- | ----------------------------------------------- | ----------------------------------------------- |
| |                                                 |                                                 |                                                 |                                                 |
| År |                                                 |                                                 | Folkmängd                                       |                                                 |
| 1810 | 1810                                            |                                                 | 671                                             |                                                 |
| 1820 | 1820                                            |                                                 | 621                                             |                                                 |
| 1830 | 1830                                            |                                                 | 641                                             |                                                 |
| 1840 | 1840                                            |                                                 | 691                                             |                                                 |
| 1850 | 1850                                            |                                                 | 805                                             |                                                 |
| 1860 | 1860                                            |                                                 | 1 084                                           |                                                 |
| 1870 | 1870                                            |                                                 | 1 796                                           |                                                 |
| 1880 | 1880                                            |                                                 | 1 978                                           |                                                 |
| 1890 | 1890                                            |                                                 | 2 093                                           |                                                 |
| 1900 | 1900                                            |                                                 | 2 509                                           |                                                 |
| 1910 | 1910                                            |                                                 | 2 989                                           |                                                 |
| 1920 | 1920                                            |                                                 | 3 901                                           |                                                 |
| 1930 | 1930                                            |                                                 | 4 345                                           |                                                 |
| 1940 | 1940                                            |                                                 | 5 164                                           |                                                 |
| 1950 | 1950                                            |                                                 | 5 996                                           |                                                 |
| 1960 | 1960                                            |                                                 | 6 891                                           |                                                 |
| 1970 | 1970                                            |                                                 | 6 992                                           |                                                 |
| 1980 | 1980                                            |                                                 | 7 310                                           |                                                 |
| 1990 | 1990                                            |                                                 | 7 616                                           |                                                 |
| Anm: Källor: Umeå universitet - Tabellverket 1749-1859, Demografiska databasen, CEDAR, Umeå universitet |                                                 |                                                 |                                                 |                                                 |